# Dirk Brinkmann
Pour les articles homonymes, voir Brinkmann.
Dirk Brinkmann, né le 2 octobre 1964 à Duisbourg, est un joueur allemand de hockey sur gazon.
Il fait partie de l'équipe de RFA médaillée d'argent aux Jeux olympiques d'été de 1984 à Los Angeles et aux Jeux olympiques d'été de 1988 à Séoul.
Il est le frère de Thomas Brinkmann, lui aussi joueur international allemand de hockey sur gazon.